# 2019년 러시아 군용기 독도 영공 무단 침범 사건
2019년 러시아 조기경보기 독도 영공 무단 침입 사건(2019年 러시아 早期警報機 獨島 領空 無斷 侵入 事件)은 러시아 공군기가 동해와 독도 영공을 무단 친입한 사건이다.

## 상세

### 배경
이전부터 중국과 러시아의 정찰기와 폭격기로 이뤄진 군용기 무리가 카디즈(KADIZ)를 무단으로 침입한 경우가 여러 번 있었으나, 중국 및 러시아가 합동으로 군용기를 운용하여 KADIZ를 침범한 것은 2019년 6월에 처음으로 발생하였다. 당시 중러 합동훈련단은 H-6 폭격기 2대, 러시아 Tu-95 폭격기 2대와 A-50 조기경보통제기 1대로 이뤄져 있었다.

### 2019년 7월 23일
중국 H-6 폭격기와 러시아 A-50 조기경보통제기 등 군용기 5대 KADIZ를 침범한 중화인민공화국과 러시아의 군용기에 맞서 경계비행을 실시한 대한민국 공군은 대응사격을 하였다.
2019년 7월 23일 오전 9시 1분경 러시아 항공우주 방위군 소속 조기경보기 A-50이 독도 영공을 무단 침입하면서 사건이 시작되었다.
대한민국 공군은  F-15K와 F-16를 급파하였다. 당시 대한민국 공군기는 1차 및 2차 경고 사격을 하기 전에 무전으로 교신을 시도하였으나 무응답으로 인하여 총 360여 발의 경고사격을 하였다. 경고사격을 받은 러시아 조기경보기는 9시 37분 독도 영해를 벗어났으며, 9시 56분 KADIZ에서 완전히 빠져나갔다.
중국과 러시아는 타국 영공을 침범하지 않았다고 주장하였다. 이후 대한민국 국방부와 외교부는 중국과 러시아의 국방무관 및 대사관 관계자를 초치하였다.
2019년부터 2021년까지 매년 한 차례씩 실시된 데 이어 지난해에는 2번에 걸쳐 진행됐다. 중·러는 지난 6일 군용기 8대를 동원해 연합 공중훈련을 벌이면서 남해 및 동해 KADIZ에 순차적으로 진입했다 이탈하기도 했다.

### 2023년 12월 14일
중러 정찰기와 폭격기가 다시 동해의 영공을 침범하였으며, 대한민국 공군기가 급파되었다.

## 현재
2019년 이후 중러 간 합동공중훈련이 정례화되어 정기적으로 KADIZ를 무단으로 침입하고 있다.

## 같이 보기
- 독도
- 방공 식별 구역